# Памятник героям и жертвам революции 1905 года
Памятник героям и жертвам революции 1905 года — памятник в Нижнем Новгороде, в сквере на площади Свободы. Архитектор — А. А. Яковлев-старший.

## История создания
На Острожной площади Нижнего Новгорода (ныне пл. Свободы) 10 июля 1905 года произошло избиение черносотенцами, полицией и казаками участников митинга, посвящённого памяти жертв Кровавого воскресенья. Рядом расположен Нижегородский острог (с 1981 по 2008 год — филиал историко-архитектурного музея-заповедника), который был местом заключения многих деятелей Декабрьского восстания 1905 года.
В 1930 году, к 25-летию Декабрьского вооружённого восстания 1905 года, на площади Свободы было решено установить памятник, посвящённый героям и жертвам революции.

## Описание памятника
Памятник представляет собой композицию из блоков красного гранита, символизирующих баррикаду. В центре композиции возвышается четырёхгранная стела из серого гранита. На одной из её сторон — мозаичное панно из цветной смальты. На панно изображён рабочий в лучах солнца и в потоке красных знамён, ведущий вооружённый народ. С другой стороны стелы высечены слова: «Пусть наш пролетариат вынесет из русской буржуазной революции тройную ненависть к буржуазии и решимость к борьбе против неё. Ленин» и ниже — «Героям и мученикам революции пятого года». На полированных плитах красного гранита высечены имена погибших и слова: «Без генеральной репетиции 1905 года победа Октябрьской революции 1917 года была бы невозможной. Ленин».